# El Salitre, Nuevo León
El Salitre är en ort i Mexiko.   Den ligger i kommunen General Zaragoza och delstaten Nuevo León, i den centrala delen av landet, 500 km norr om huvudstaden Mexico City. El Salitre ligger 1 627 meter över havet och antalet invånare är 164.
Terrängen runt El Salitre är bergig österut, men västerut är den kuperad. El Salitre ligger nere i en dal. Runt El Salitre är det mycket glesbefolkat, med 5 invånare per kvadratkilometer. Närmaste större samhälle är La Aldea, 13,7 km norr om El Salitre. Omgivningarna runt El Salitre är i huvudsak ett öppet busklandskap.